# Cephalodesmius armiger
Cephalodesmius armiger е вид бръмбар от семейство Листороги бръмбари (Scarabaeidae). Видът не е застрашен от изчезване.

## Разпространение
Разпространен е в Австралия (Куинсланд и Нов Южен Уелс).